# Сенатосенко Григорій Прокопович
Григорій Прокопович Сенатосенко (1923, Бойове — 8 березня 1945, Кюстрін) — Герой Радянського Союзу, в роки німецько-радянської війни снайпер 1374-го стрілецького полку 416-ї стрілецької дивізії 5-ї ударної армії 1-го Білоруського фронту, старший сержант.

## Біографія
Народився в 1923 році в селі Бойове Володарського району Донецької області України в сім'ї селянина. Українець. Закінчив 7 класів. Працював спочатку в колгоспі, а після закінчення курсів бухгалтерів — рахівником. В 1941—1943 роках жив на окупованій території.
У Червоній Армії з жовтня 1943 року. Учасник німецько-радянської війни з листопаду 1943 року. Воював на 1-му Білоруському фронті.
В бою 8 березня 1945 року за оволодіння містом Кюстрін (Костшин, Польща) в районі залізничної станції придушив вогонь ворожого дзоту, не давав можливість просуватися вперед стрілецьким підрозділам. У рукопашній сутичці знищив 6 ворожих солдатів, але й сам загинув у цьому бою.
Указом Президії Верховної Ради СРСР від 31 травня 1945 року за зразкове виконання бойових завдань командування на фронті боротьби з німецько-фашистськими загарбниками і проявлені при цьому мужність і героїзм, старшому сержанту Сенатосенко Григорію Прокоповичу посмертно присвоєно звання Героя Радянського Союзу.

## Нагороди, пам'ять

Бюст у Володарському

Нагороджений орденами Леніна, Червоної Зірки.
Наказом міністра оборони СРСР Герой Радянського Союзу Г. П. Сенатосенко навічно зарахований до списків 1-ї роти рідного полку.
Ім'ям Героя названа головна вулиця села Бойового, була названа піонерська дружина середньої школи, в якій він вчився. Навпроти школи на п'єдесталі встановлено бюст Г. П. Сенатосенко. Також бюст встановлено у смт Володарському, на алеї перед краєзнавчим музеєм.